# Nekrolog 1257
Nekrolog
◄◄
| ◄
| 1253
| 1254
| 1255
| 1256
| 1257 | 1258 | 1259 | 1260 | 1261 | ► | ►►
Weitere Ereignisse | Allgemeiner Nekrolog 1257
Die Beschreibung der verstorbenen Person sollte so kurz wie möglich gehalten sein und nur deren signifikante Tätigkeit(en) enthalten.
Neue Namen ggf. auch unter dem Geburts- und Sterbedatum, also etwa unter 1. Januar und im Geburts- und Sterbejahr (2024) eintragen (nur bei entsprechender großer Wichtigkeit). Für Beispiele siehe die schon vorhandenen Artikel.
Außerdem über die fünf zuletzt Verstorbenen, zu denen es einen ausreichend guten Artikel für eine Präsentation auf der Hauptseite gibt, nach der todesbedingten Überarbeitung der Artikel ggf. auch unter Wikipedia Diskussion:Hauptseite informieren und sie am besten auch in den anderen Wikipedia-Sprachversionen eintragen. Tipp: Regelmäßig bei news.google.de nach „ist tot“, „gestorben“ oder „verstorben“ suchen.
Wenn eine Person gestorben ist, gibt es viele Seiten zu dieser Person in der Wikipedia, die davon auch betroffen sind und entsprechend aktualisiert werden müssen. Beispiele: Namenübersichtsseite, Geburtsjahr, Geburtsort-Seiten und viele mehr.
Wie finde ich die betroffenen Seiten?
Im Suchfeld auf der linken Seite gibt man den Suchbegriff so ein: „Vorname Nachname“. Dann klickt man auf Volltext und alle Seiten mit entsprechendem Suchtext werden aufgerufen. Hier sieht man dann schnell, wo auch das Todesjahr Sinn macht oder sogar ein Teil des Artikels angepasst werden muss. Auch hilft das „Werkzeug“ auf der linken Seite sehr gut, um solche Seiten aufzufinden: „Links auf diese Seite“. Somit ist die Wikipedia wieder aktuell in allen Bereichen! Hinweis: bei Eintragung der Kategorie „Gestorben JAHR“ wird der Missbrauchsfilter 49 ausgelöst, was jedoch nicht schlimm ist. Siehe: Spezial:Missbrauchsfilter/49
Dies ist eine Liste von im Jahr 1257 verstorbenen bekannten Persönlichkeiten. Die Einträge erfolgen innerhalb der einzelnen Daten alphabetisch sortiert. Tiere sind im Nekrolog für Tiere zu finden.

## Januar
| Tag        | Name             | Beruf, bekannt als             | Alter | Beleg |
| ---------- | ---------------- | ------------------------------ | ----- | ----- |
| 21. Januar | Heinrich III.    | Stiftspropst von Berchtesgaden |       |       |
| Januar     | John of Lexinton | englischer Ritter              |       |       |

## Mai
| Tag     | Name                 | Beruf, bekannt als                                  | Alter | Beleg |
| ------- | -------------------- | --------------------------------------------------- | ----- | ----- |
| 1. Mai  | Mafalda von Portugal | portugiesische Prinzessin und Königin von Kastilien |       |       |
| 3. Mai  | Schadschar ad-Durr   | Sultanin in Ägypten                                 |       |       |
| 5. Mai  | Håkon Håkonsson unge | norwegischer Mitkönig                               | 24    |       |
| 19. Mai | Walter of Suffield   | englischer Geistlicher, Bischof von Norwich         |       |       |
| 21. Mai | Roger of Wesham      | Bischof von Coventry und Lichfield                  |       |       |

## Juni
| Tag     | Name           | Beruf, bekannt als            | Alter | Beleg |
| ------- | -------------- | ----------------------------- | ----- | ----- |
| 2. Juni | Stephen Bauzan | englischer Ritter und Militär |       |       |
| 4. Juni | Przemysł I.    | Herzog von Großpolen          |       |       |

## August
| Tag        | Name               | Beruf, bekannt als       | Alter | Beleg |
| ---------- | ------------------ | ------------------------ | ----- | ----- |
| 15. August | Hyazinth von Polen | Dominikaner und Heiliger |       |       |
| August     | Robert de Quincy   | englischer Adliger       |       |       |

## September
| Tag           | Name                        | Beruf, bekannt als                              | Alter | Beleg |
| ------------- | --------------------------- | ----------------------------------------------- | ----- | ----- |
| 17. September | Heinrich I. von Bilversheim | Bischof von Bamberg, Administrator von Chiemsee |       |       |
| 25. September | Ulrich von Haus             | Bischof von Lavant                              |       |       |

## Oktober
| Tag         | Name                   | Beruf, bekannt als                      | Alter | Beleg |
| ----------- | ---------------------- | --------------------------------------- | ----- | ----- |
| 12. Oktober | Mathilde von Courtenay | Gräfin von Nevers, Auxerre und Tonnerre |       |       |

## November
| Tag          | Name             | Beruf, bekannt als | Alter | Beleg |
| ------------ | ---------------- | ------------------ | ----- | ----- |
| 29. November | Richard von Daun | Bischof von Worms  |       |       |

## Dezember
| Tag          | Name               | Beruf, bekannt als            | Alter | Beleg |
| ------------ | ------------------ | ----------------------------- | ----- | ----- |
| 24. Dezember | Johann von Avesnes | Graf von Hennegau (1246–1257) | 39    |       |

## Datum unbekannt
| Tag | Name                      | Beruf, bekannt als                                                             | Alter | Beleg |
| --- | ------------------------- | ------------------------------------------------------------------------------ | ----- | ----- |
|     | Adolf II. von Dassel      | deutscher Graf                                                                 |       |       |
|     | Guillaume de Beaumont     | französischer Adliger, Herr von Beaumont-du-Gâtinais, Marschall von Frankreich |       |       |
|     | Heinrich I. von Rusteberg | Bischof von Hildesheim (1246–1257)                                             |       |       |
|     | Heinrich II.              | Graf von Ortenburg                                                             |       |       |
|     | Izz ad-Din Aibak          | Sultan der Mamluken in Ägypten                                                 |       |       |
|     | Konstanze von Breslau     | polnische Prinzessin und schlesischen Fürstin                                  |       |       |
|     | Maelgwn Fychan            | Lord von Deheubarth in Südwales                                                |       |       |
|     | Sartaq Khan               | Khan der Goldenen Horde                                                        |       |       |
|     | Ulaqchi Khan              | Khan der Blauen Horde                                                          |       |       |
|     | Waldemar III.             | dänischer Prinz und Herzog von Schleswig                                       |       |       |